# Felix Campbell
Felix Campbell (* 28. Februar 1829 in Brooklyn, New York; † 8. November 1902 ebenda) war ein US-amerikanischer Politiker. Zwischen 1883 und 1891 vertrat er den Bundesstaat New York im US-Repräsentantenhaus.

## Leben
Felix Campbell besuchte Gemeinschaftsschulen. Danach war er als Hersteller von Eisenrohren tätig sowie als beratender Ingenieur. Ungefähr drei Jahre vor dem Ausbruch des Bürgerkrieges kam er in den Bezirksrat, wo er dann die Stellung des Präsidenten innehatte. Wegen der Centennial Exhibition in Philadelphia berief ihn 1876 Gouverneur Tilden in den Board of Commissioners von New York. Politisch gehörte er der Demokratischen Partei an. Bei den Kongresswahlen des Jahres 1882 wurde Campbell im vierten Wahlbezirk von New York in das US-Repräsentantenhaus in Washington, D.C. gewählt, wo er am 4. März 1883 die Nachfolge von Archibald M. Bliss antrat. Er kandidierte im Jahr 1884 im zweiten Wahlbezirk von New York für einen Kongresssitz. Nach einer erfolgreichen Wahl trat er am 4. März 1885 die Nachfolge von William E. Robinson an. Er wurde zwei Mal in Folge wiedergewählt. Da er auf eine erneute Kandidatur im Jahr 1890 verzichtete, schied er nach dem 3. März 1891 aus dem Kongress aus. Er starb am 8. November 1902 in Brooklyn und wurde dann auf dem Holy Cross Cemetery beigesetzt.